# قطعنامه ۷۸۰ شورای امنیت
قطعنامه ۷۸۰ شورای امنیت سازمان ملل متحد که در تاریخ ۰۶ اکتبر ۱۹۹۲ تصویب شد، سندی بین‌المللی دربارهٔ یوگسلاوی است. این قطعنامه طی نشست ۳۱۱۹ام با ۱۵ رای موافق، ۰ مخالف و ۰ ممتنع تصویب شد.